# Oberückersee
Oberückersee este o arie protejată (arie specială de conservare — SAC, sit de importanță comunitară — SCI) din Germania întinsă pe o suprafață de 727,09 ha, integral pe uscat.

## Localizare
Centrul sitului Oberückersee este situat la coordonatele 53°11′13″N 13°51′58″E / 53.1869°N 13.8661°E.

## Înființare
Situl Oberückersee a fost declarat sit de importanță comunitară în august 2004.

## Biodiversitate
Situată în ecoregiunea continentală, aria protejată conține 2 habitate naturale: Pășuni continentale udate de apa mării, Lacuri eutrofice naturale cu vegetație de tip Magnopotamion sau Hydrocharition.
La baza desemnării sitului se află o specie protejată de  plante: Angelica palustris.